# Akrobatické lyžování na Zimních olympijských hrách 2002 – akrobatické skoky muži
Soutěž v akrobatických skocích mužů na Zimních olympijských hrách 2002 v Salt Lake City se konala v areálu Deer Valley v Park City ve dnech 16. února (kvalifikace) a 19. února 2002 (finále). Do finále postoupilo prvních dvanáct závodníků z kvalifikace. Z Čechů se soutěže účastnil Aleš Valenta, který zde získal zlatou medaili díky druhému finálovému skoku, v němž předvedl trojné salto s pěti vruty. Tento náročný a vysoce hodnocený prvek skočil Valenta poprvé v závodě o měsíc dříve ve Světovém poháru, ostatní lyžaři jej v té době vůbec neskákali.

## Výsledky
| Pořadí           | Jméno               | Země                   | Kvalifikace | Kvalifikace | Kvalifikace | Kvalifikace | Finále  | Finále  | Finále |
| Pořadí           | Jméno               | Země                   | 1. skok     | 2. skok     | Celkem      | Pořadí      | 1. skok | 2. skok | Celkem |
| ---------------- | ------------------- | ---------------------- | ----------- | ----------- | ----------- | ----------- | ------- | ------- | ------ |
| Zlatá medaile    | Aleš Valenta        | Česko                  | 119,48      | 115,03      | 234,51      | 8.          | 127,04  | 129,98  | 257,02 |
| Stříbrná medaile | Joe Pack            | Spojené státy americké | 124,82      | 118,44      | 243,26      | 3.          | 129,49  | 122,15  | 251,64 |
| Bronzová medaile | Alexej Grišin       | Bělorusko              | 130,38      | 121,38      | 251,76      | 1.          | 129,71  | 121,48  | 251,19 |
| 4.               | Jeff Bean           | Kanada                 | 122,82      | 107,46      | 230,28      | 9.          | 128,60  | 122,37  | 250,97 |
| 5.               | Stanislav Kravčuk   | Ukrajina               | 111,02      | 114,66      | 225,68      | 11.         | 125,49  | 120,81  | 246,30 |
| 6.               | Brian Currutt       | Spojené státy americké | 104,08      | 121,93      | 226,01      | 10.         | 123,93  | 121,26  | 245,19 |
| 7.               | Dmitrij Daščinskij  | Bělorusko              | 98,56       | 121,38      | 219,94      | 12.         | 127,04  | 117,25  | 244,29 |
| 8.               | Andy Capicik        | Kanada                 | 118,65      | 121,04      | 239,69      | 6.          | 117,18  | 126,60  | 243,78 |
| 9.               | Jeret Peterson      | Spojené státy americké | 119,91      | 117,48      | 237,39      | 7.          | 112,56  | 125,49  | 238,05 |
| 10.              | Dmitrij Rak         | Bělorusko              | 115,83      | 125,04      | 240,87      | 5.          | 98,41   | 127,93  | 226,34 |
| 11.              | Steve Omischl       | Kanada                 | 115,92      | 126,38      | 242,30      | 4.          | 100,34  | 121,70  | 222,04 |
| 12.              | Eric Bergoust       | Spojené státy americké | 127,71      | 116,59      | 244,30      | 2.          | 130,38  | 88,11   | 218,49 |
| 13.              | Christian Kaufmann  | Švýcarsko              | 111,78      | 103,12      | 214,90      | 13.         | 13      | 13      | 13     |
| 14.              | Vladimir Lebeděv    | Rusko                  | 101,46      | 112,38      | 213,84      | 14.         | 12      | 12      | 12     |
| 15.              | Dmitrij Archipov    | Rusko                  | 91,89       | 120,81      | 212,70      | 15.         | 11      | 11      | 11     |
| 16.              | Nicolas Fontaine    | Kanada                 | 89,89       | 122,59      | 212,48      | 16.         | 10      | 10      | 10     |
| 17.              | Miha Gale           | Slovinsko              | 96,81       | 96,39       | 193,20      | 17.         | 9       | 9       | 9      |
| 18.              | Čchiou Sen          | Čína                   | 93,75       | 93,67       | 187,42      | 18.         | 8       | 8       | 8      |
| 19.              | Ou Siao-tchao       | Čína                   | 88,55       | 86,46       | 175,01      | 19.         | 7       | 7       | 7      |
| 20.              | Taku Nakaniši       | Japonsko               | 79,89       | 83,00       | 162,89      | 20.         | 6       | 6       | 6      |
| 21.              | Martin Walti        | Švýcarsko              | 81,59       | 78,97       | 160,56      | 21.         | 5       | 5       | 5      |
| 22.              | Enver Ablajev       | Ukrajina               | 102,87      | 53,97       | 156,84      | 22.         | 4       | 4       | 4      |
| 23.              | Aleksandr Michajlov | Rusko                  | 70,89       | 75,65       | 146,63      | 23.         | 3       | 3       | 3      |
| 24.              | Chan Siao-pcheng    | Čína                   | 73,71       | 71,20       | 144,91      | 24.         | 2       | 2       | 2      |
| 25.              | Clyde Getty         | Argentina              | 60,32       | 56,70       | 117,02      | 25.         | 1       | 1       | 1      |